# Tour dei New Zealand Māori 1948
Nel 1948, la selezione dei New Zealand Māori, squadra di rugby a 15 si reca in tour alle Isole Figi. Tre i test contro la nazionale fiogana, con due vittorie e una sconfitta.

## Risultati
| Lautoka 24 luglio 1948 | Combined North District | 0 – 36 | New Zealand Māori |  |

| Suva 26 luglio 1948 | Suva Europeans | 3 – 46 | New Zealand Māori |  |

| Suva 28 luglio 1948 | Suva Rewa | 6 – 22 | New Zealand Māori |  |

| Arbitro: | C. Prentice |

|                        |           |                                                                |
| mete: Baravilala, Susu | Marcatori | mete: Cherrington 4 Marriner trasf.:Isaacs, Kenny c.p.: Isaacs |

| Arbitro: | M.J. Fenn |

|                                       |           |                                |
| mete: Camaibau, Veikoso c.p.: Veikoso | Marcatori | mete: JB Smith 2 trasf.: Kenny |

| Arbitro: | Patrick Raddock |

|                              |           |                                                   |
| mete: Camaibau c.p.: Veikoso | Marcatori | mete: Blake Cherrington 2, JB Smith trasf.: Kenny |